# Michael Barry (wielrenner)
Michael Barry (Toronto, 18 december 1975) is een Canadees voormalig wielrenner. Hij was beroepsrenner tussen 1998 en 2012. Barry is getrouwd met de Amerikaanse wielrenster Dede Demet.

## Dopinggebruik bij US Postal
In 2012 werd bekend dat Barry tussen 2003 en 2006 doping gebruikte. Hij was toen in dienst van de ploegen US Postal Service en Discovery Channel. Zijn resultaten uit die periode werden door de UCI geschrapt. Barry was een van de elf ex-ploegmaats van Lance Armstrong die tegen hem getuigde.

## Belangrijkste overwinningen
1999
Criterium van Roanoke
3e etappe Ronde van Willamette
2000
 Pan-Amerikaans kampioenschap op de weg
2001
Criterium van Berthoud
Criterium van Boulder
2002
1e etappe Ronde van Catalonië (ploegentijdrit)
2004
1e etappe Ronde van Spanje (ploegentijdrit)
2005
5e etappe Ronde van Oostenrijk
2008
4e etappe Ronde van Missouri
2009
3e etappe Ronde van Romandië (ploegentijdrit)
1e etappe Ronde van Italië (ploegentijdrit)

## Resultaten in voornaamste wedstrijden
| Jaar | Ronde van Italië | Ronde van Frankrijk | Ronde van Spanje |
| ---- | ---------------- | ------------------- | ---------------- |
| 2000 |                  |                     |                  |
| 2001 |                  |                     |                  |
| 2002 |                  |                     | opgave           |
| 2003 |                  |                     | 78e              |
| 2004 |                  |                     | opgave (1)       |
| 2005 | 101e             |                     | 56e              |
| 2006 |                  |                     | 77e              |
| 2007 | opgave           |                     |                  |
| 2008 |                  |                     |                  |
| 2009 | 127e (1)         |                     |                  |
| 2010 | 44e              | 99e                 |                  |
| 2011 | 54e              |                     |                  |

| Jaar | Milaan-San Remo | Gent-Wevelgem | Ronde van Vlaanderen | Parijs-Roubaix | Amstel Gold Race | Luik-Bast.‑Luik | Ronde van Lombardije |  | WK op de weg |
| ---- | --------------- | ------------- | -------------------- | -------------- | ---------------- | --------------- | -------------------- |  | ------------ |
| 2000 |                 |               |                      |                |                  |                 |                      |  | 106e         |
| 2001 |                 |               |                      |                |                  |                 |                      |  | 78e          |
| 2002 |                 |               |                      |                |                  |                 |                      |  |              |
| 2003 |                 |               |                      |                |                  |                 |                      |  | 7e           |
| 2004 |                 |               |                      |                | 35e              | 98e             |                      |  |              |
| 2005 | 90e             |               |                      |                |                  |                 |                      |  |              |
| 2006 | 34e             |               |                      |                |                  |                 |                      |  |              |
| 2007 |                 |               |                      |                | 41e              |                 |                      |  |              |
| 2008 |                 |               |                      |                |                  | 125e            | 52e                  |  | 33e          |
| 2009 |                 |               |                      | 90e            |                  |                 | 78e                  |  | 18e          |
| 2010 | 54e             | 99e           | 77e                  | 26e            |                  |                 |                      |  |              |
| 2011 |                 |               |                      | 102e           |                  |                 |                      |  |              |

Wielerploegen van Michael Barry
Armstrong ·
Barry ·
Boonen · 
Casey ·
Clinger ·
Cruz ·
Heras ·
Hincapie ·
Jekimov   · 
Joachim ·
Kjærgaard ·
Labbe ·
Landis · 
McRae · 
Mondini (tot 31/03) · 
Padrnos ·
Peña ·
Rubiera ·
Vande Velde ·
Ventura ·
White ·
Zabriskie
Armstrong ·
Barry ·
Beltrán · 
Cruz ·
Green ·
Heras ·
Hincapie ·
Jekimov   · 
Joachim ·
Kjærgaard ·
Kluck · 
Labbe ·
Landis · 
Michajlov · 
Padrnos ·
Peña ·
Rubiera ·
van Heeswijk ·
Vande Velde ·
Ventura ·
White ·
Zabriskie
Armstrong ·
Azevedo ·
Barry ·
Beltrán · 
Creed ·
Cruz ·
Devolder ·
Hesjedal ·
Hincapie ·
Jekimov     · 
Joachim ·
Kluck · 
Labbe ·
Landis · 
McCarty ·
Michajlov · 
Noval ·
Padrnos ·
Peña ·
Rincón ·
Rubiera ·
Van den Broeck ·
van Heeswijk ·
Ventura ·
Zabriskie
Armstrong (tot 31/07) ·
Azevedo ·
Barry ·
Beltrán · 
Beppu ·
Bileka · 
Brajkovič ·
Creed ·
Cruz ·
Danielson ·
Devolder ·
Hammond ·
Hesjedal ·
Hincapie ·
Hoste · 
Jekimov   · 
Joachim ·
McCartney ·
McCarty ·
Michajlov · 
Noval ·
Padrnos ·
Popovytsj · 
Roulston ·
Rubiera ·
Savoldelli ·
Van den Broeck ·
van Heeswijk
Azevedo ·
Barry ·
Beltrán · 
Beppu ·
Bileka · 
Brajkovič ·
Danielson ·
Devolder ·
Goesev ·
Hammond ·
Hincapie ·
Hoste · 
Jekimov   ·
Joachim ·
Lowe · 
Martínez ·
McCartney ·
Michajlov · 
Noval ·
Padrnos ·
Popovytsj · 
Rubiera ·
Savoldelli ·
Smith ·
Van den Broeck ·
Van Goolen ·
van Heeswijk ·
White
Barry ·
Baumann ·
Bernucci ·
Burghardt ·
Cavendish ·
Ciolek ·
Davis ·
Eisel ·
Gerdemann ·
Grabsch ·
Greipel ·
Guerini (tot 31/08) ·
Hammond ·
Hansen ·
Henderson ·
Hontsjar (tot 15/06) ·
Kirchen ·
Klier ·
Knaven ·
Korff ·
Merckx (tot 31/07) ·
Olsen ·
Piil ·
Pinotti ·
Raboň ·
Rogers ·
Schreck ·
Sinkewitz (tot 31/07) ·
Ziegler ·
Beima (stagiair) ·
Kljoejev (stagiair) ·
Stannard (stagiair) 
Barry ·
Boasson Hagen ·
Burghardt ·
Cavendish ·
Ciolek ·
Davis ·
Devine ·
Eisel ·
Gerdemann ·
Grabsch   ·
Greipel ·
Hammond ·
Hansen ·
Henderson ·
Hincapie ·
Kirchen ·
Klier ·
Knaven ·
Lewis ·
Löfkvist ·
Martin ·
Pinotti ·
Possoni ·
Raboň ·
Reynés ·
Rogers ·
Sieberg ·
Siwtsow ·
Wiggins ·
Dockx (stagiair)
Albasini ·
Barry ·
Boasson Hagen ·
Burghardt ·
Cavendish ·
Dockx ·
Eisel ·
Grabsch   ·
Greipel ·
Hansen ·
Henderson ·
Hincapie ·
Kirchen ·
Lewis ·
Löfkvist ·
Martin ·
Monfort ·
Pinotti ·
Possoni ·
Raboň ·
Renshaw ·
Reynés ·
Rogers ·
Sieberg ·
Siwtsow
Arvesen ·
Augustyn ·
Barry ·
Boasson Hagen ·
Calzati ·
Carlström ·
Cioni ·
Cummings · 
Downing ·
Flecha ·
Froome ·
Gerrans ·
Hayman ·
Henderson ·
Kennaugh ·
Löfkvist ·
Nordhaug ·
Pauwels ·
Portal ·
Possoni ·
Stannard ·
Sutton ·
Swift ·
Thomas ·
Viganò ·
Wiggins
Appollonio ·
Arvesen ·
Augustyn ·
Barry ·
Boasson Hagen ·
Carlström ·
Cioni ·
Cummings · 
Downing ·
Dowsett ·
Flecha ·
Froome ·
Gerrans ·
Hayman ·
Henderson ·
Hunt ·
Kennaugh ·
Knees ·
Löfkvist ·
Nordhaug ·
Pauwels ·
Possoni ·
Rogers ·
Stannard ·
Sutton ·
Swift ·
Thomas ·
Urán ·
Wiggins ·
Zandio ·
Puccio (stagiair)
Appollonio ·
Barry ·
Boasson Hagen ·
Cavendish  ·
Eisel ·
Dowsett ·
Flecha ·
Froome ·
Henao ·
Hayman ·
Hunt ·
Kennaugh ·
Knees ·
Löfkvist ·
Nordhaug ·
Pate ·
Porte ·
Puccio ·
Rogers ·
Rowe ·
Siwtsow ·
Stannard ·
Sutton ·
Swift ·
Thomas ·
Urán ·
Wiggins ·
Zandio ·
Martinelli (stagiair) 
- Gemeinsame Normdatei: 173861423
- International Standard Name Identifier: 0000 0000 4781 2998
- Library of Congress Control Number: n2005011707
- Système universitaire de documentation: 13118282X
- Virtual International Authority File: 4335726
- WorldCat: E39PBJtGX3ypTcGhGqKBPGPPcP